# Natalena Koroleva
Natalena Koroleva, née le 3 mars 1888 à San Pedro de Cardeña et décédée le 1er juillet 1966 à Mělník, est une écrivaine ukrainienne.

## Biographie
Fille du comte Adrian Yurii Dunin-Borkovsky, d'origine polonaise, et de Maria Clara de Castro Lacerda, issue d'une famille aristocratique espagnole, elle est née Carmen Alfonsa Fernanda Estrella Natalena Dunin-Borkowska à San Pedro de Cardeña près de Burgos, en Espagne. Sa mère est morte en lui donnant naissance. Elle grandit entre l'Espagne, l'Ukraine, la France et l'Italie.
Natalena Dunin-Borkowska  suit des études au couvent de Notre-Dame du Sion en France, à l'Institut des jeunes filles nobles de Kiev, puis à l'Institut archéologique de Saint-Pétersbourg,. Elle étudie ainsi l'histoire, l'archéologie, la philosophie, la médecine et la théorie musicale. Elle parle couramment plusieurs langues, dont le français, le polonais, l'espagnol, l'arabe et l'italien. Natalena Koroleva participe à différentes expéditions archéologiques à Pompéi, Alexandrie, en Arménie et en Iran.
En 1914, Natalena Koroleva quitte Paris, et retourne vivre à Kiev pour soutenir son père malade. Elle s'engage comme infirmière de la Croix-Rouge pendant la Première Guerre mondiale, avant d'être gravement blessée. En 1919, elle s'installe en Tchécoslovaquie, où elle travaille comme traductrice pour la mission diplomatique ukrainienne à Prague.
Natalena Koroleva se marie une première fois avec Iskander ibn Kurush, un soldat iranien servant dans l'armée russe, et mort au combat en 1915. Quelques années plus tard à Prague, elle se marie avec l'éditeur et écrivain ukrainien, Vasyl Koroliv-Stary. Celui-ci décède en 1941.
Natalena Koroleva est morte à Mělník, à l'âge de 78 ans.

## Carrière littéraire
Ses premiers textes, rédigés en français, sont publiés dans des revues à Paris dès 1909. En 1921, elle publie sa première œuvre ukrainienne, une nouvelle, dans l'hebdomadaire de langue ukrainienne Volia, édité à Vienne. Ses histoires sont ensuite publiées dans diverses publications en langue ukrainienne, et notamment dans le titre de presse, Dzvony. Elle traduit également en ukrainien des œuvres d'autres auteurs,,.
De son vivant, Natalena Koroleva est critiquée en raison de ses intrigues et personnages jugés souvent abstraits et ne reflétant pas la réalité ukrainienne. Aujourd'hui, elle est reconnue pour ses contributions uniques à la littérature ukrainienne,.

## Publications
Parmi une liste non exhaustive :
- Vo dni ony (Once upon a Time), 1935

- 1913, recueil de nouvelles, 1935
- Inakshyi svit (A Different World), 1936
- Bez korinnia (Without Roots), recueil de nouvelles autobiographiques, 1936
- Son tini (A Dream of a Shadow), roman historique, 1938
- Legendy starokyïvs’ki (Ancient Kyivan Legends), 1942
- Predok (An Ancestor), recueil de nouvelles historiques, 1961
- Quid est veritas?, recueil de nouvelles historiques, 1961
- Bez korinnia, recueil de textes, 2007
- Tvory (Works), recueil de textes, 2010
- Сторінка з книги, Folio, 2020,  (ISBN 978-9660393325)